# Julian Vasey
Julian Vasey (* 26. April 1950 in Scarborough; † 27. Mai 1979 in Lausanne, Schweiz) war ein britischer Skirennläufer.

## Karriere
Vasey war seit 1964 als Skirennläufer aktiv. Bereits zwei Jahre später gewann er mit erst 16 Jahren sowohl die britischer Meisterschaft im Slalom bei den Junioren, als auch in der allgemeinen Klasse. 1968 nahm er zum einzigen Mal an Olympischen Winterspielen teil. Bei den Wettkämpfen in Grenoble schied er in der Qualifikation für den Slalom aus, im Riesenslalom erreichte er den 62. Platz. Sein bestes Ergebnis bei einem internationalen Großereignis erzielte er zwei Jahre später bei den Weltmeisterschaften in Gröden mit Rang 45 in der Abfahrt. Für die Olympischen Winterspiele 1972 hatte sich Vasey bereits qualifiziert, musste jedoch aufgrund eines Riss der Achillessehne auf einen Start verzichten.
Nach den Spielen beendete Vasey seine Karriere als Skirennläufer und arbeitete in Lausanne als Börsenmakler.
Am 27. Mai 1979 stürzte Vasey mit seinem Motorrad aufgrund Aquaplanings und zog sich dabei tödliche Verletzungen zu. 

## Erfolge

### Olympische Winterspiele
- Grenoble 1968: 62. Riesenslalom, DNQ Slalom

### Weltmeisterschaften
- Grenoble 1968: 62. Riesenslalom, DNQ Slalom
- Gröden 1970: 45. Abfahrt, 53. Riesenslalom[4], DNQ Slalom[5]

### Weitere Erfolge
- Britischer Meister im Slalom (1966)
- Britischer Juniorenmeister im Slalom (1966)